# Swinton Lions
Swinton Lions es un equipo profesional de rugby league de Inglaterra con sede en la ciudad de Sale.
Participa anualmente en la Super League, la principal competición de la disciplina en el país.
El equipo hace como local en el Heywood Road, con una capacidad de 3.387 espectadores.

## Historia
El equipo fue fundado en 1866, el 2 de julio de 1896 el club abandona la Rugby Football Union y se une a la Northern Union.
El equipo participó en la segunda edición del campeonato inglés de rugby league, finalizando en la 6° posición de la Lancashire League.
Durante su larga historia, el club ha logrado 6 campeonatos nacionales y 3 copas nacionales.

## Palmarés
- Super League[2] (6): 1926–27, 1927–28, 1930–31, 1934–35, 1962–63, 1963–64
- Challenge Cup[3] (3): 1899–00, 1925–26, 1927–28
- RFL Championship Second Division (1): 1984-85